# Eslöv
För andra betydelser, se Eslöv (olika betydelser).
Eslöv är centralort i Eslövs kommun i Skåne län. 

## Namn

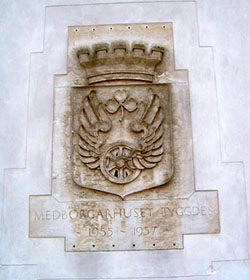
Eslövs vapen på Medborgarhusets norra kortsida.

Namnet Eslöv sägs vara en sammansättning av äsir, som betyder åsbon, och lef som betyder arvegods och betyder därmed åsbons arvegods. En annan och tidigare tolkning av ortnamnet var en sammansättning av egennamnet Æse och ordet lef. Första gången Eslöv (Hæsleff) omnämndes i skrift var på 1100-talet i ett dokument som handlar om då ärkebiskop Eskil i Lund 1145 invigde högaltaret i Lunds domkyrka.

## Historia
| År   | Antal invånare |
| 1825 | 327            |
| 1870 | 1 294          |
| 1871 | 1 432          |
| 1875 | 1 240          |
| 1890 | 1 428          |
| 1908 | 2 311          |
| 1909 | 5 075          |
| 1911 | 5 396          |
| 1921 | 5 964          |
| 1931 | 6 035          |
| 1941 | 6 392          |
| 1951 | 7 167          |
| 1964 | 11 192         |
| 1990 | 14 976         |
| 1995 | 15 399         |
| 2000 | 15 521         |
| 2005 | 16 551         |
| 2010 | 17 748         |
| 2015 | 18 594         |
| 2020 | 19 783         |

Enligt en karta från 1717 låg Eslövs by i nuvarande korsning Västergatan-Remmarlövsvägen.
Vasavång, gammalt namn å den del av Eslövs ägor (fordom en fäladsmark) där numera Eslövs järnvägsstation är belägen, V. Sallerups sn, Harjagers hd, Malm.l. (I. Ingers 1931).
När Södra stambanan drogs fram till Eslöv tog tillväxten fart. Den 4 oktober 1858 rullade de första tågen på Södra stambanan genom Eslöv. Den 1 juli 1865 togs järnvägen från Eslöv till Landskrona och Helsingborg (se Rååbanan) i bruk och 1 maj 1866 öppnade järnvägen till Ystad (se YEJ). Eslöv hade blivit en betydande järnvägsknut, och handeln till och från orten ökade väsentligt. 1897 öppnade Eslöv-Hörby järnväg som senare blev förlängd till Kristianstad. Året därpå, 1898, togs järnvägen Eslöv-Röstånga i bruk vilken senare förlängdes till Klippan.

### Hälso- och sjukvård
- 1865 får Eslöv sin förste läkare, Walter Strøm.
- 1870 öppnar Eslövs första apotek.
- 1942 inrättas tandpoliklinik och provisorisk barnavårdscentral.
- 1969 öppnar jourläkarcentralen Tåbelund, "treläkarstationen".
- 1985 öppnar vårdcentralen Kärråkra.

### Vatten, gas och elektricitet
År 1884 upprättades de första telefonledningarna i Eslöv och vid årets slut fanns det 30 abonnenter. 1905 stod vattentornet vid Kvarngatan, vattenverket vid Villavägen samt gasverket vid Gasverksgatan klart. Gasverket avvecklades i slutet av 1950-talet och byggnaderna revs 1962. 1968 togs nya vattentornet på Fäladen i drift och ersatte därmed det gamla vattentornet.
AB Sydvatten bildades 1966 av städerna Malmö, Helsingborg, Lund, Landskrona och Eslöv. Därefter har även kommunerna Burlövs kommun, Höganäs kommun, Kävlinge kommun, Lomma kommun, Staffanstorps kommun, Svalövs kommun, Svedala kommun och Vellinge kommun anslutit sig. Senare blev även Bjuv, Ängelholm och Båstad delägare. Bolmentunneln började byggas 1975 för att tas i bruk i oktober 1987. Vattnet går från sjön Bolmen i Småland via en 8 mil lång tunnel till Perstorp och därefter i en 2,5 mil lång råvattenledning till Ringsjöverket i Stehag där det renas.
1909 byggdes ett reningsverk på torvmossen i söder, nuvarande Edelbergsparken. Samma år utsåg kommunfullmäktige en kommitté med uppdrag att titta närmare på elektricitetsfrågan och 1911 stod den första transformatorstationen klar. På 1920-talet byttes gaslyktorna i Eslöv till elbelysning. Ett nytt reningsverk stod klart i Ellinge 1937 och en ny huvudtransformatorstation togs i bruk 1952.
1920 införskaffades den första brandbilen till Eslöv. 1925 ersattes borgarbrandkåren och pliktbrandkåren av Eslövs första yrkesbrandkår. 1985 anlades fjärrvärme i Eslöv.

### Administrativa tillhörigheter
Eslöv var en by i Sallerups socken som efter kommunreformen 1862 tillhörde Sallerups landskommun.
År 1875 bröts en del av landskommunen ut och bildade Eslövs köping där huvuddelen av ortens bebyggelse ingick. Den 17 augusti 1894 inrättades Västra Sallerups municipalsamhälle i landskommunen för bebyggelse utanför köpingen. Eslövs köping utgjorde 56,36 hektar och begränsades ungefärligen av Repslagaregatan, Trulsagatan (nuvarande Västerlånggatan), Trehäradsvägen, Köpingskolan (nuvarande Östra skolan) och Köpingsparken (nuvarande Badhusparken)  1909 växte Eslöv genom att området Västra Sallerups municipalsamhälle inkorporerades med Eslövs köping. Den 1 januari 1911 fick Eslöv stadsrättigheter. Redan 1912 utökades åter Eslövs stad genom att Ellinge Sjöhus, tillhörande Borlunda socken, inkorporerades. År 1940 införlivades de tätbebyggda delarna, 150 hektar, av Västra Sallerups socken/landskommun. 1952 ökade stadens areal från 7 till 30 km² genom att resterande delar, 1 960 hektar, införlivades från Västra Sallerups landskommun/socken samt 193 hektar från Trollenäs landskommun/socken och 226,5 hektar från Borlunda landskommun/socken varefter. Åren 1967 och 1969 gjordes ytterligare utökningar innan stadskommunen 1971 uppgick i Eslövs kommun och orten blev dess centralort.
Eslöv tillhörde Västra Sallerups församling som 1952 ombildades till Eslövs församling.
Orten ingick till 1874 i Harjagers tingslag, därefter till 1916 i Rönnebergs, Onsjö och Harjagers domsagas tingslag, därefter till 1948 i Eslövs tingslag i Frosta och Eslövs domsaga. Från 1948 till 1971 ingick orten i Frosta och Eslövs domsagas tingslag som 1971 ombildades till Eslövs domsaga som 2002 gick upp i Lunds domsaga.

### Befolkningsutveckling
| Befolkningsutvecklingen i Eslöv 1960–2020 | Befolkningsutvecklingen i Eslöv 1960–2020 | Befolkningsutvecklingen i Eslöv 1960–2020 | Befolkningsutvecklingen i Eslöv 1960–2020 | Befolkningsutvecklingen i Eslöv 1960–2020 |
| ----------------------------------------- | ----------------------------------------- | ----------------------------------------- | ----------------------------------------- | ----------------------------------------- |
|                                           |                                           |                                           |                                           |                                           |
| År                                        |                                           |                                           | Folkmängd                                 | Areal (ha)                                |
| 1960                                      | 1960                                      |                                           | 8 874                                     |                                           |
| 1965                                      | 1965                                      |                                           | 10 804                                    |                                           |
| 1970                                      | 1970                                      |                                           | 13 186                                    |                                           |
| 1975                                      | 1975                                      |                                           | 13 629                                    |                                           |
| 1980                                      | 1980                                      |                                           | 14 027                                    |                                           |
| 1990                                      | 1990                                      |                                           | 14 976                                    | 821                                       |
| 1995                                      | 1995                                      |                                           | 15 399                                    | 863                                       |
| 2000                                      | 2000                                      |                                           | 15 521                                    | 867                                       |
| 2005                                      | 2005                                      |                                           | 16 551                                    | 899                                       |
| 2010                                      | 2010                                      |                                           | 17 748                                    | 914                                       |
| 2015                                      | 2015                                      |                                           | 18 592                                    | 947                                       |
| 2020                                      | 2020                                      |                                           | 19 794                                    | 953                                       |
|                                           |                                           |                                           |                                           |                                           |

## Stadsbild

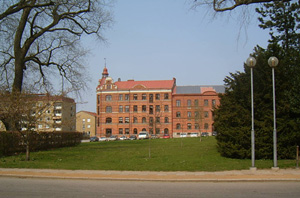
Joel Sallius Park med Malmöhusen.

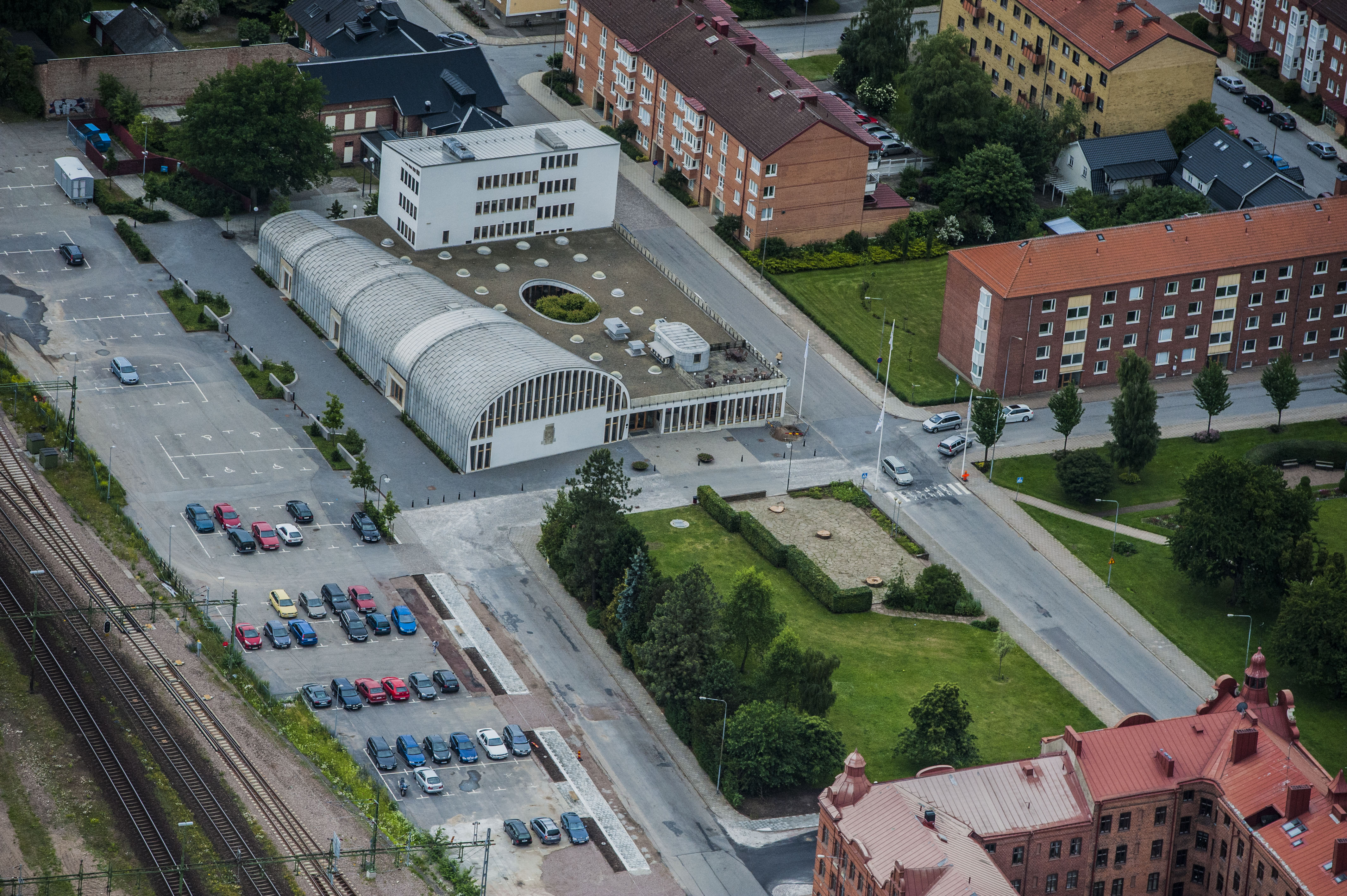
Eslövs medborgarhus från luften.

Den första stadsplanen för Eslövs köping stadfästes 1876 och för Västra Sallerups municipalsamhälle 1896. Den första stadsplanen för Eslövs stad gjordes 1913 av förste stadsingenjör i Malmö Erik Bülow Hübe. Planen, som beräknades för en folkmängd upp till 50 000 invånare, fastställdes först 23 mars 1917 av Kungl. Maj:t. Riktlinjerna var att industrierna skulle förläggas öster om stambanan och bebyggelsen väster om stambanan.
| ”                                 | I en stad av Eslövs storlek, där rymliga områden stå till förfogande för byggnadsverksamheten, synes det mig som om byggandet i höjden ej vore eftersträvansvärt. Skapandet av nya stenöknar bör undvikas. Fördenskull har det synts ändamålsenligt att såvitt möjligt utbilda staden till en trädgårdsstad, i den mån detta utan för stort tvång å den enskilde låter göra. //...// Jag har inskränkt byggandet av höga hus till stadens centrum och blott föreslagit användandet av slutet byggnadssätt till den nya affärs- och bostadsdelen å fältet mellan Norre- och Västergatorna, dock med den begränsning att våningsantalet satts till tre jämte vindsvåning och att gårdsplanerna inom kvarteren förenas till gemensamma gårdar. Som övergång mellan kvarteren för slutet byggnadssätt och villa- och egnahemskvarteren ha utlagt kvarter för öppet byggnadssätt, även de med trevåningshus samt med begränsning av bebyggbar areal till halva tomten. //...// Platsen omkring nuvarande Rådhuset och kyrkan bör genom en småningom skeende omgestaltning kunna göras synnerligen tilltalande. Genom att hit under tidernas lopp förlägga viktiga offentliga byggnader, kan här ett centrum för det kommunala livet uppkomma, på samma gång som en platsgrupp av god verkan erhålles och kyrkan får en välgörande inramning. | „ |
| – Erik Bülow Hübe, stadsplan 1913 | |   |

Ytterligare stadsplan upprättades bland annat 1938. Ny stadsplan för industriområdet fastställdes 1950. På 1930-talet påbörjades en modernisering av bebyggelsen i stadskärnan. När järnvägen kom till den lilla byn växte Eslöv snabbt och på slutet av 1800-talet blomstrade tegelbruken. Många av byggnaderna från de första årtiondena på 1900-talet är uppförda i rött tegel som tillverkats på olika tegelbruk i staden. På grund av brandrisken var dessutom uppförandet av trähus förbjudet under en period fram till 1931.

### Stadsdelar
- Backarna, bostadsområde i södra Eslöv mellan Edelbergsparken och Fäladen/Allmänningen.
- Berga, bostadsområde i östra Eslöv byggt 1969. I området ligger Bergagymnasiet, den enda kommunala gymnasieskolan i Mellanskåne. Bostadsbebyggelsen består av hyreshus och mindre villor.
- Bäckdala, bostadsområde i sydvästra Eslöv, väster om Västerdala.
- Centrum utgör de centrala och äldsta delarna av Eslövs stad. Området begränsas av Storgatan, Badhusparken, Repslagaregatan, Västerlånggatan och Trollsjögatan.
- Elvkullen bostadsområde i nordvästra Eslöv väster om Trollenäsvägen.
- Fridasro, bostadsområde i nordvästra Eslöv mellan Elvkullen och Väster.
- Hällan, bostadsområde i sydvästra Eslöv mellan Backarna och Västerdala.
- Karlsro, bostadsområde i norra Eslöv mellan Trollsjöområdet och Rönneberga.
- Norr, bostadsområde i norra Eslöv öster om Slottsstaden och Rönneberga.
- Rönneberga bostadsområde i norra Eslöv, ungefär en och en halv kilometer från centrum. Lamellhusen på Rönneberga byggdes 1970-1972. I områdets utkanter finns även mindre villaområden. I området ligger Norrevångsskolan. Rönneberga har stadsbussförbindelse med centrala Eslöv.
- Sallerup bostadsområde i södra Eslöv byggt 1974. I området ligger Västra Sallerups kyrka och Sallerupskolan.
- Slottsstaden, bostadsområde i norra Eslöv. Numera ingår Slottsstaden i området Rönneberga.
- Solkullen bostadsområde i nordvästra Eslöv öster om Trollenäsvägen.
- Villastaden ligger mellan centrum och parkområdet vid Trollsjön. Området domineras av såväl stora som mindre patriciervillor från 1900-talets första decennier.
- Väster, bostadsområde i västra Eslöv mellan Västerdala och Fridasro.
- Västerdala, bostadsområde i sydvästra Eslöv.
- Öster eller Östra Stationsområdet, bostadsområde på öster i Eslöv som begränsas av järnvägen, Östergatan, Trehäradsvägen och Gasverksgatan.

### Byggnader (i urval)
- Eslövs järnvägsstation

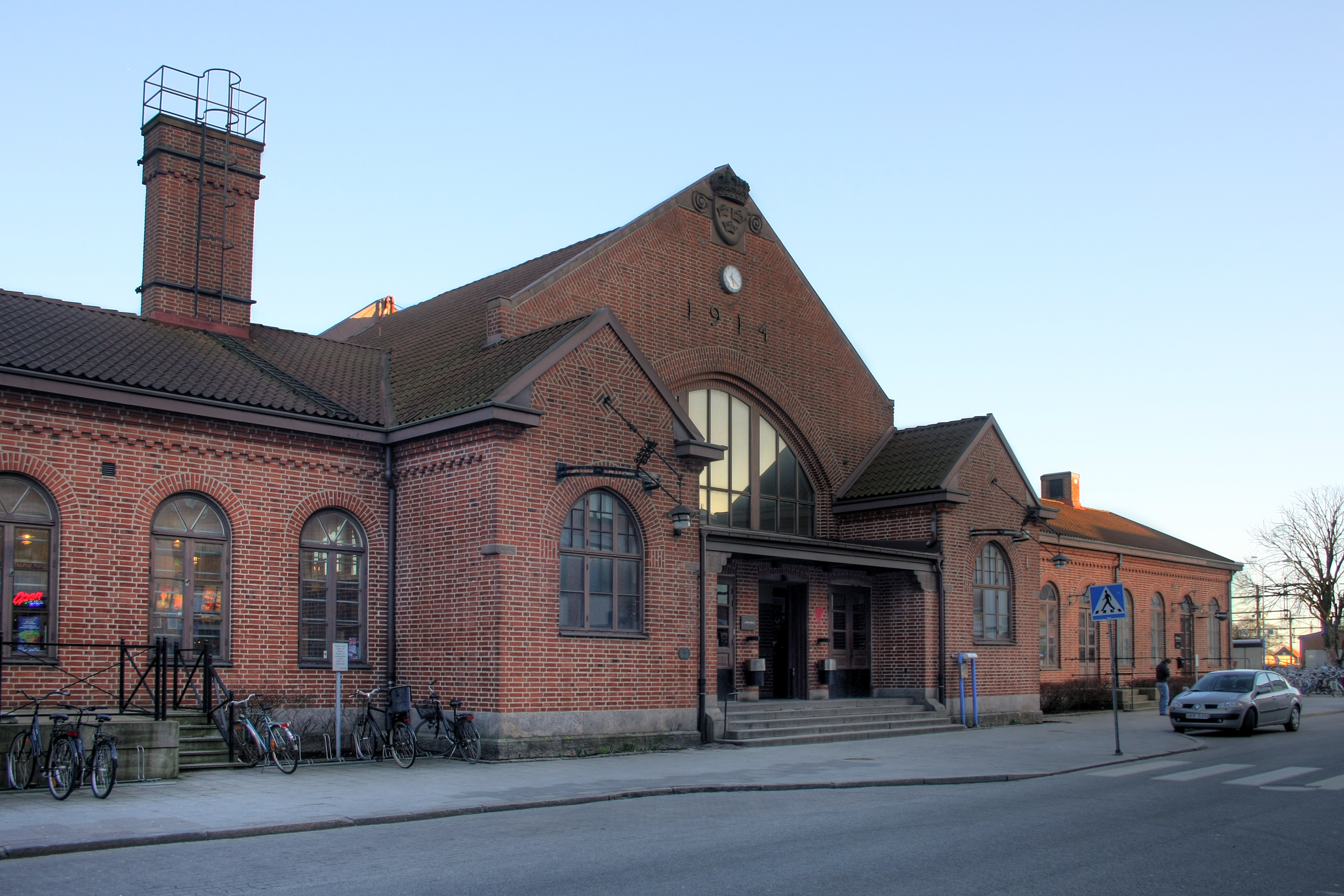
Eslövs station.

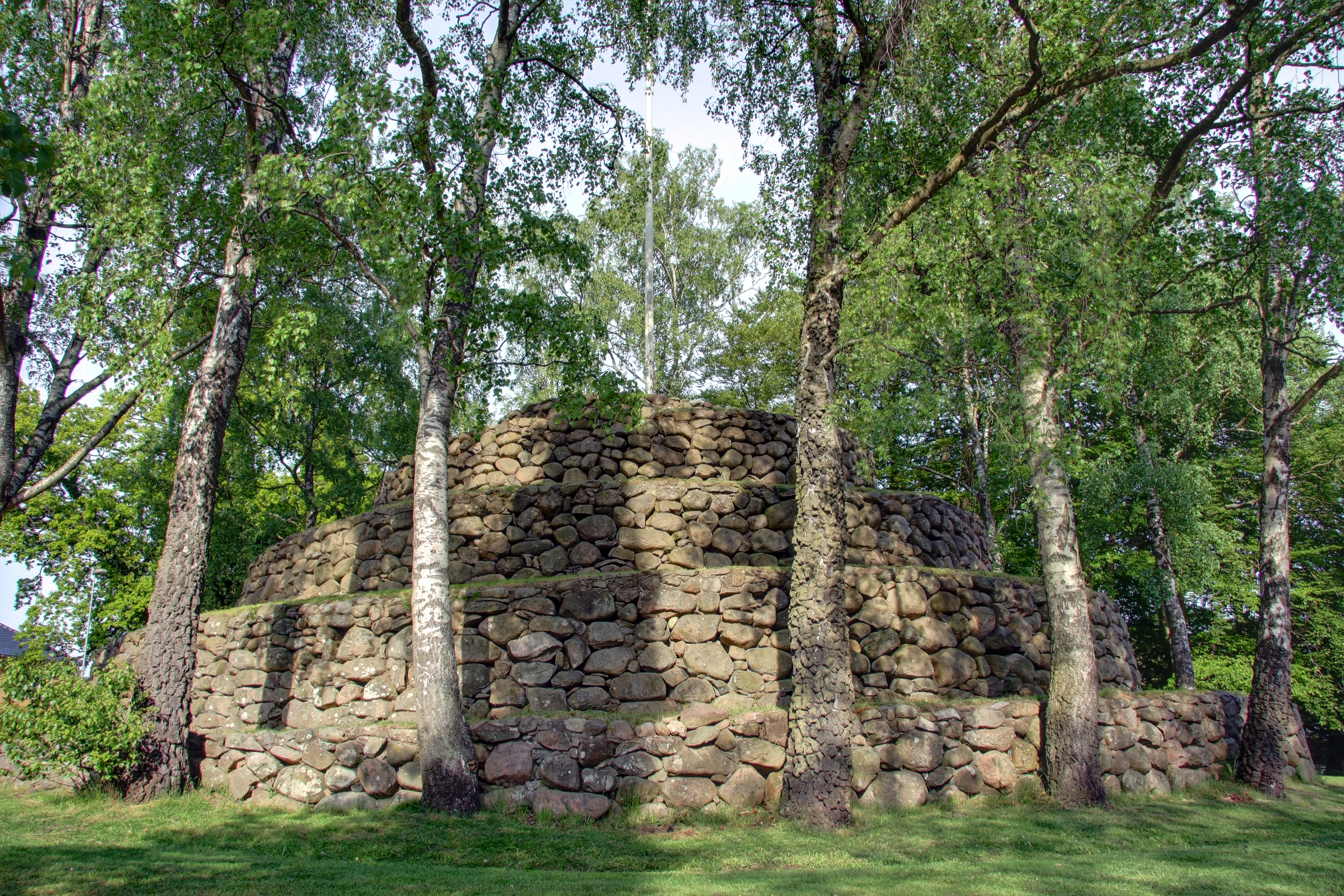
Stenberget.

- Gamla vattentornet vid Kvarngatan byggdes 1905 och togs ur bruk 1968.
- Lagerhuset, Eslöv, uppfört 1918 efter Erik Gunnar Asplunds ritningar.
- Medborgarhuset, Eslöv. Arkitekt: Hans Asplund, 1957, byggnadsminnesförklarades 2001. Bronsstatyetten Morgon av Nils Möllerberg placerades i Medborgarhuset 1960.
- Nya vattentornet som ligger i Fäladen invigdes 1968.
- Rådhuset vid Västerlånggatan byggdes 1892 som skolbyggnad, Elementarskolan, för Eslövs privata högre läroverk. Skolverksamheten flyttade 1910 till nuvarande Ekenässkolan och huset byggdes om till Rådhus. Från 1916, då Eslöv blev eget tingslag och ingick i Frosta och Eslövs domsaga, var även tinget inrymt här. 1927 skedde ännu en ombyggnad samt även en tillbyggnad åt söder. 1958 flyttade domsagan till det nybyggda tingshuset söder om Rådhuset. Kommunorganisationen flyttade ut 1982 till det då nybyggda Stadshuset och därefter flyttade bland annat Kommunala Musikskolan, nuvarande Kulturskolan, in i byggnaden.
- Stenberget
- EFS-kyrkan
- Eslövs kyrka. Arkitekt Carl Möller, 1891
- Västra Sallerups kyrka, Västra Sallerups kyrkby
- Österkyrkan
- Radhus, Ulvåsa park (Odengatan), arkitekt: White arkitekter genom Sven Gustafsson och Lars Gezelius 1999.

### Torg

#### Föreningstorget
Föreningstorget ligger i norra Eslöv mellan Västerlånggatan och slutet av Kanalgatan. Vid Föreningstorgets norra sida ligger polishuset som invigdes 1966. Fontänskulpturen Vattenlek av Thure Thörn placerades här 1972.

#### Stinstorget
Ett sluttande torg med bänkar och planteringar vid Östra stationsområdet. Stod färdigt hösten 2006.

#### Stora torg

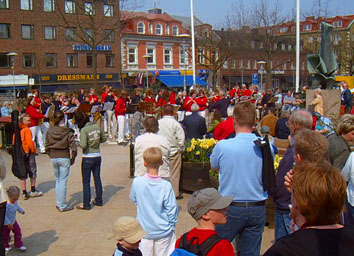
Lördagsmusik med Ungdomsorkestern på Stora Torg.

Platsen där Stora torg ligger idag var i början på 1800-talet en av byn Eslövs allmänningar. Då södra stambanan byggdes tjänstgjorde platsen som grustag. I december 1873 köpte Christian E Nilsson den jordlägenhet, som tillhörande Eslövs bys allmänning sedan flera år tillbaka varit och fortfarande gagnas som salutorg för 1 500 riksdaler riksmynt. Säljare var 40 personer som representerade samtliga hemmansnummer i byn utom kronobostället. 1875 gick köpet vidare till Eslövs köping. Först 1937, till en summa av 1 000 kronor, sålde kronan Kronoboställets andel av torget till staden Eslöv.
Stora torg användes under sent 1800tal och första halvan av 1900-talet som handelsplats med torgdagar alla helgfria lördagar samt marknad fjärde onsdagen i varje månad. Även kreaturshandeln var förlagd hit fram till 1895 då den flyttade till nuvarande Stadsparken. 1920 fick torget kullerstensbeläggning, en cirkelfomad plantering anlades samt en diagonal gång tvärs över. 1948 påbörjades en ombyggnad av Stora torg som återinvigdes 1950 med trädplantering och vattenfontän. I början av 2000-talet var det en lång debatt om bilparkering eller ej på torget. Frågan om bilfritt drevs främst av ordförande i Miljö- och Samhällsbyggnadsnämnden Tony Hansson (s). Sedan 2010 år torget bilfritt och torget börjar återta sin plats som marknads och mötesplats. Torghandel är som livligast lördags- och onsdagsförmiddagar.
Skulpturen Snäckfågel av Eric Grate placerades på Stora torg 1966 efter att under en tid ha stått i Joel Sallius Park vid Medborgarhuset. Stora torg förändrades ytterligare i slutet av 1980-talet då hotell Stensson byggdes. 2006 fick Stora torg nya gång- och cykelbanor.
Torget och handelsgatorna till och från stationen byggdes om och fick ny ytbeläggning och nya planteringar 2020–2021.

### Parker och grönområden

#### Abullahagen, naturreservat

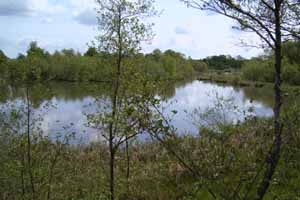
Långa Kärr i naturreservatet Abullahagen i Eslöv.

En Ellingegods tillhörig fäladsmark å Eslöv. //...//Sjöhusafäladen, annat namn på Abullahagen, en Ellinge gods underlydande fäladsmark, nu Eslöv stads ägor, V. Sallerups sn, Harjagers hd, Malm.l. Efter läget intill Sjöhusen (I. Ingers 1931).
Abullahagens naturreservat är en 38 hektar  stor betesmark kring sjön Långakärr, ligger i sydöstra utkanten av tätorten Eslöv. En välbevarad fäladsmark med artrik flora samt av geologiskt intresse eftersom två glaciära avlagringar möts här, nordostmoränen och den baltiska moränen. Nordostmoränen är en blockrik skiffer-urbergsmorän och den baltiska moränen är en blockfattig samt kalk- och lerrik morän. Inom området finns en gravhög, Höra Hög, från järnåldern. 1938 köpte Eslövs stad Abullahagen för 110 000 kronor. Avsattes som naturreservat 1994.

#### Badhusparken
Badhusparken ligger mellan Norregatan, Glasgränd, järnvägen och Bastugatan. Under köpingens första år användes platsen som nöjesfält. 1884 anlade Eslövs köping parken, som då fick namnet Köpingsparken, efter ritning av trädgårdsmästare Wieck från Lund. 1896 byggdes här ett badhus och parken bytte namn till Badhusparken. Då det enskilda bolag som uppfört badhuset och vari köpingen satsat 6 000 kronor gick i likvidation fem år senare övertog köpingen badhuset. 1913 anlades en lekplats i området. På 1940-talet skedde en kraftig gallring av de stora träden. 1959 byggdes lägenhetshus på en del av området. Badhuset revs 1970. Parken fick sin nuvarande utformning 2000. Tre träd i flöde av Lars Borin gjordes 2004 av 100 år gamla träd som drabbats av almsjukan.

#### Edelbergsparken
Edelbergsparken ligger mellan Trehäradsvägen, Mossavägen och Sallerupsvägen. Döpt efter kyrkoherde Lorentz Edelberg (1851–1926). Var ursprungligen en torvmosse, Sallerups mosse, där köpingen 1909 byggde ett reningsverk. I Erik Bülow-Hübes stadsplan från 1913 föreslogs en park i detta område. Marken var sank och behövde fyllas ut så Eslövs soptipp anlades här. 1944 gjorde trädgårdsarkitekt Victor Anjou ett förslag för hur parken skulle utformas. På 1950-talet fylldes soptippen igen och anläggningen av parken påbörjades 1955. Eslövs Stadshus, invigdes 1982, ligger i utkanten av parken. Begynnelse, en skulptur i rostfritt stål av Alexius Huber, är skänkt av Sparbanken Finn och placerades här 1996.

#### Eslövs allmänning, naturreservat
Naturreservatet Eslövs Allmänning är 7 hektar  stort. Området ligger inom tätorten Eslöv och är idag omgivet av bebyggelse. I folkmun kallas området för "Fäladen" vilket lär härstamma från då området utgjorde den gemensamma betesmarken för Västra Sallerups by. Det var O Bobeck, rektor vid Eslövs folkhögskola, som 1912 uppmärksammade Skånes Naturskyddsförening på Fäladens intressanta fauna och flora samt de geologiska förhållandena där, liksom i Abullahagen, de båda glaciära avlagringarna nordostmoränen och den baltiska moränen, möts. 1913 köpte Eslövs stad området för 18 000 kronor. Staden betalade 6 000 kronor, staten 9 000 kronor och en insamling från enskilda inbringade 3 000 kronor. Området avsattes som naturreservat redan år 1919 och är därmed ett av de äldsta naturreservaten i Sverige.

#### Stadsparken

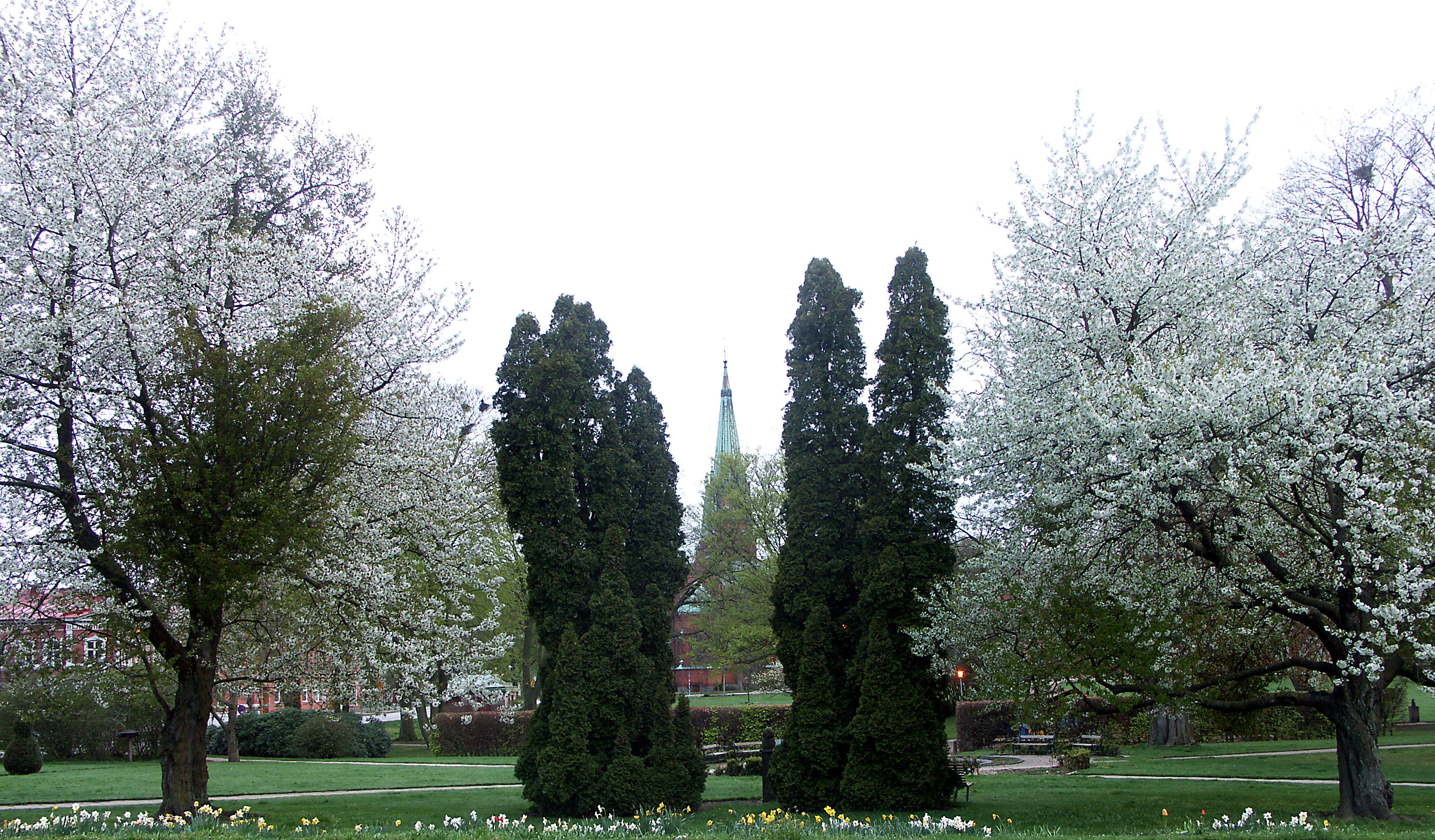
Stadsparken med Eslövs kyrka skymtande i bakgrunden.

Stadsparken, ett stort parkområde strax söder om centrum, begränsas av Storgatan, Kyrkogatan, Fredsgatan och Trollsjögatan. Området består av tre delar; Joel Sallius Park i öster, Kyrkoparken i väster och Stadsparken däremellan.
Joel Sallius Park i öster ligger mellan Södergatan, Trollsjögatan, Storgatan och Kyrkogatan. Parken hette ursprungligen Medborgarplatsen, men fick sitt nuvarande namn 1989 efter förste rektor och Eslövskännaren Joel Sallius (1901–1988). I södra delen, intill Medborgarhuset, står några stora svartpopplar, troligen planterade redan 1884, som Eslövsborna ser som stadens vårdträd.
Stadsparken ligger mellan Västerlånggatan, Trollsjögatan, Södergatan och Kyrkogatan. Området, som då fick namnet Nya Torg, inköptes av kommunalfullmäktige 1893, iordningställdes som kreaturstorg 1895 och kallades i folkmun då också kreaturstorget eller oxtorget. När kreatursmarknaden 1909 flyttade till nuvarande Gröna Torg började Eslövs försköningsförening att verka för att platsen skulle planteras och iordningställas. Provisoriska planteringar av träd och buskar samt anläggandet av några gångar skedde. Granitskulpturen Ulla av Anders Olsson placerades i Stadsparken ca 1930.
Med hjälp av reservarbeten och efter Erik Bülow-Hübes förslag från 1926 nyanlades Stadsparken 1934 inför hantverks- och lantbruksutställningen. Bronsskulpturen Flicka med snäcka av Edvard Trulsson placerades i Stadsparken 1934.
Kyrkoparken, den västra delen av Stadsparken, ligger mellan Västerlånggatan, Tempelgatan, Fredsgatan och Trollsjögatan. Såväl Rådhuset som Eslövs kyrka ligger i området som anlades 1954. Prima Vera, kvinnostatyett av Michał Paszyn, placerades i Kyrkoparken 1956. Tingshuset, vid Trollsjögatan, invigdes 1957 och ligger vid Trollsjögatan. Skulpturen Vägskälet av Edvin Öhrström placerades utanför Tingshuset 1964.

#### Trollsjöområdet

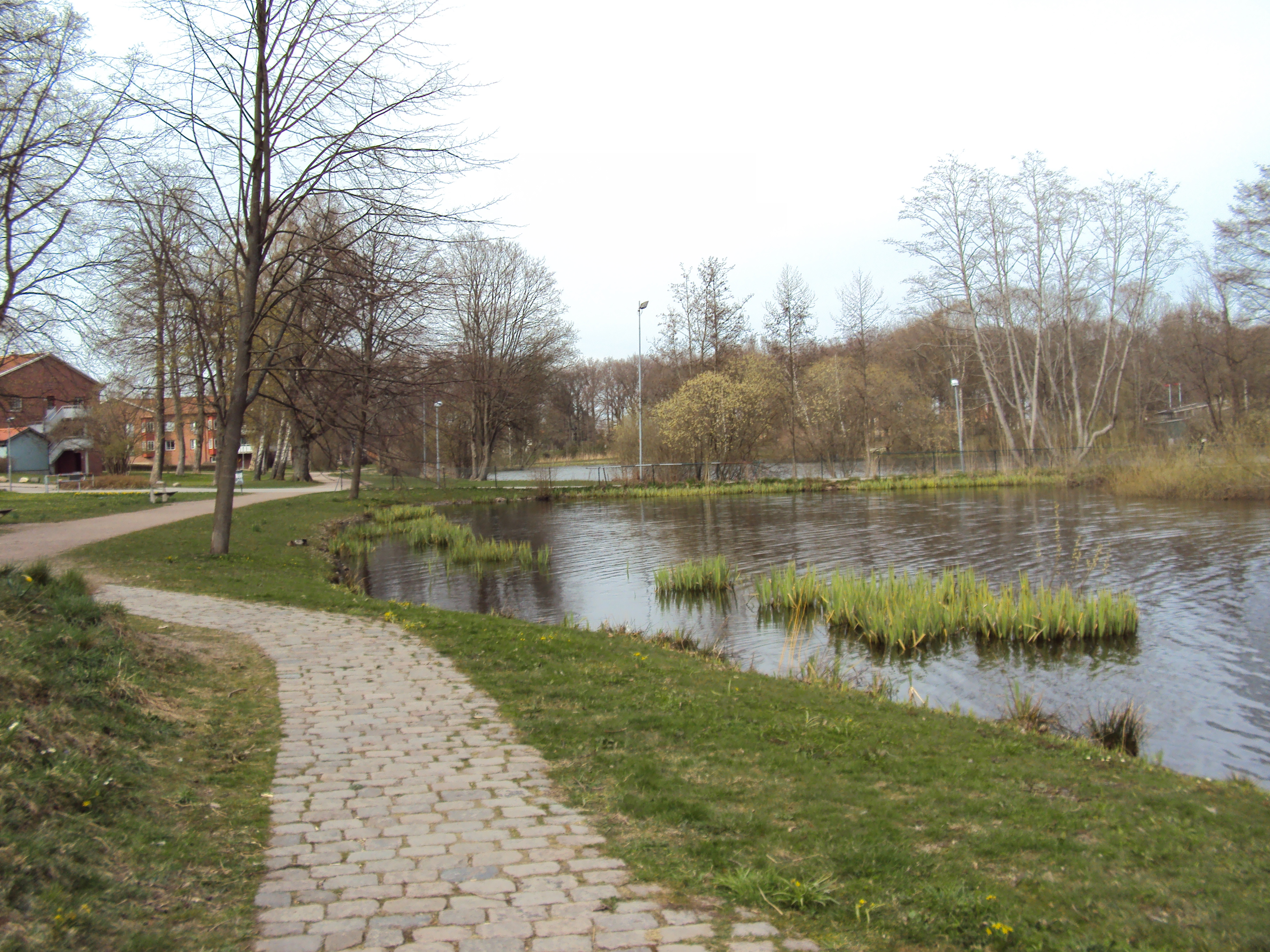
Trollsjön från sydväst.

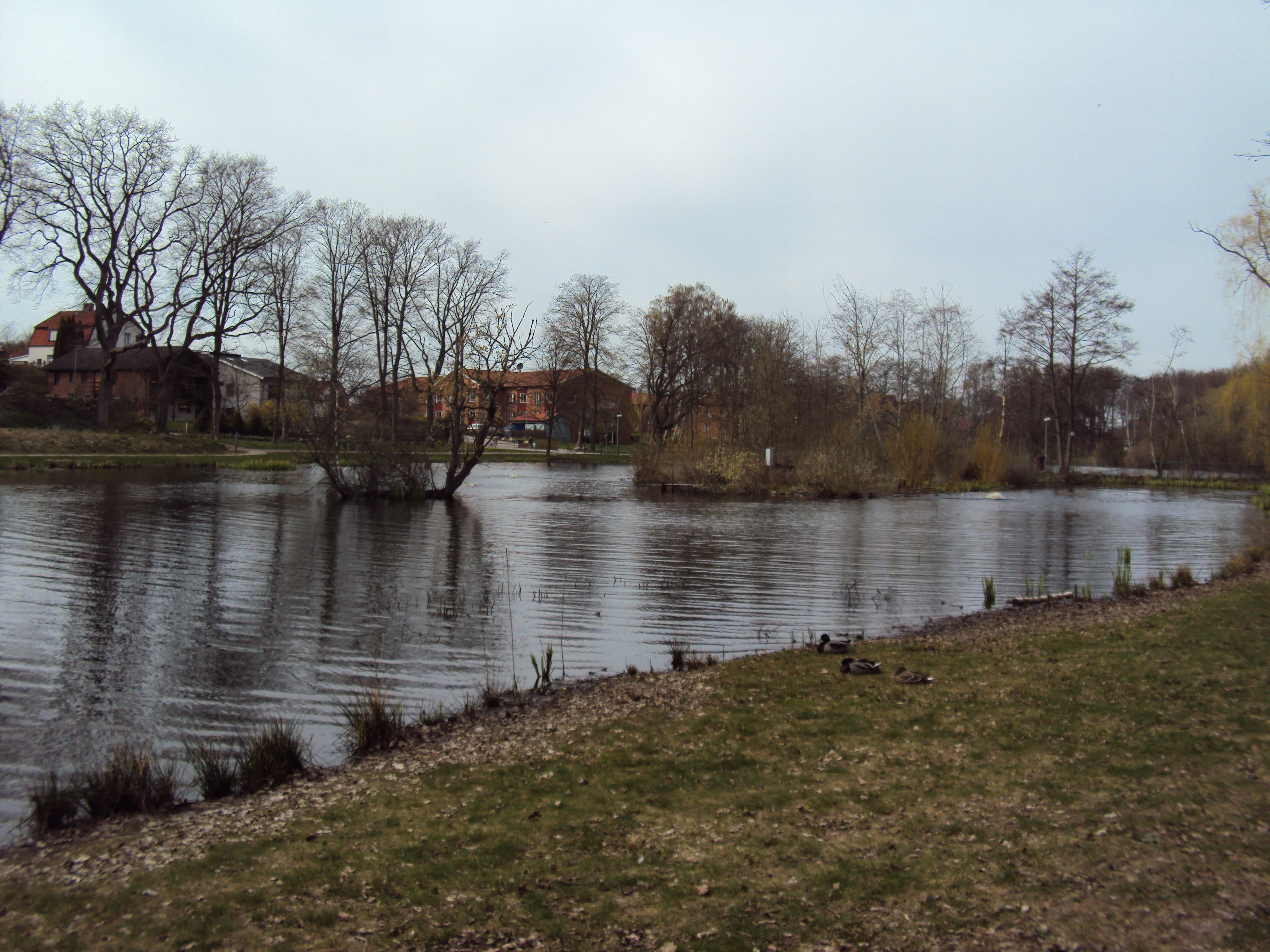
Trollsjön från sydöst.

Per Larssons fälad f.d. fäladsmark av 35 tlds areal i Eslöv, V. Sallerups sn, Harjagers hd, Mhs län. Numera delvis skogsplanterad. Läge: Vid nuvarande Trollsjön (I. Ingers 1949).
Trollsjöområdet, ett stort parkområde runt Trollsjön, ligger mellan Odengatan, Skolgatan, Skogsvägen och Trollsjögården. Parkområdet består av tre delar; Sahlins park i nordväst, Ekenäs nordost samt Skytteskogen i söder. 1906 köpte Eslövs köping området norr om Trollsjögatan för att 1908 hålla lantbruksutställning på området. 1909 avstyckades mark till två skolor, Västra skolan och Ekenässkolan, samt idrottsplats, Ekevalla, från området. 1923 köpte Eslövs stad Skytteskogen av Eslövs skyttegille för 125 000 kronor. I och med köpet av Skytteskogen 1923 ägde Eslövs stad hela Trollsjöområdet och Erik Bülow-Hübe fick i uppdrag att dra upp riktlinjer för området. I förslaget från 1926 ingick att sjön skulle rensas upp och grävas ut, vattennivån regleras, nyplanteringar anläggas samt att hela området skulle skyddas mot bebyggelse och genomgångstrafik. Dessutom föreslog han att en dansbana skulle byggas i Skytteskogen. 1926 anslog drätselkammaren 13 000 kronor för att bygga övertäckt dansbana i Skytteskogen. 1928 antog stadsfullmäktige huvuddelen av Erik Bülow Hübes förslag för Trollsjöområdet.
Ekenäs, den nordöstra delen av Trollsjöområdet, ligger mellan Trollsjögatan, Sahlins Park, idrottsplatsen Ekevalla och Ekenässkolan.
Sahlins Park, den nordvästra delen av Trollsjöområdet, omfattar området kring sjön fram till Odengatan. Parken är namngiven efter fabrikör Albert Sahlin (1868–1936). 1938 flyttades Sjöhusgården från Ellingevägen vid Sjöhusen hit för att invigas 1939. Sjöhusgården eldhärjades 1990. Den återställdes och samtidigt uppfördes en ny köksbyggnad, Våfflan. 2002 totalförstördes Sjöhusgården i en brand. Sommaren 2008 eldhärjades även Våfflan och ersattes med två baracker. Den förfallna Dansrotundan i Skytteskogen flyttades till Sjöhusgårdens forna plats, totalrenoverades och återinvigdes 6 juni 2005. Trollsjöscenen invigdes 1988 och används för utomhusarrangemang. Valborgsmässfirande, Midsommarfirande samt de traditionsrika Trollsjökvällarna äger rum här. I väster gränsar Sahlins Park till äldreboendet Trollsjögården där Trollsländan av Stig K Rydberg placerades i springvattenfontänen 1971.
Skytteskogen, den södra delen av Trollsjöområdet, ligger mellan Trollsjögatan, Skolgatan och Skogsvägen. Eslövs skytteförening, som bildades 1888, hade sina skjutningar här fram till 1919. I Skytteskogen ligger Ekenäsgården, Ekenässkolans skolmatsal och förskolan Skyttebo. Grunden till den gamla dansrotundan, som 2005 flyttades till Sahlins Park, har gjorts om till allmän grillplats. 2007 invigdes en 18-håls discgolfbana för frisbee i Skytteskogen. Skytteskogen används också som cirkus- och tivoliplats samt en och annan varmluftsballonguppstigning.

#### Övriga parker

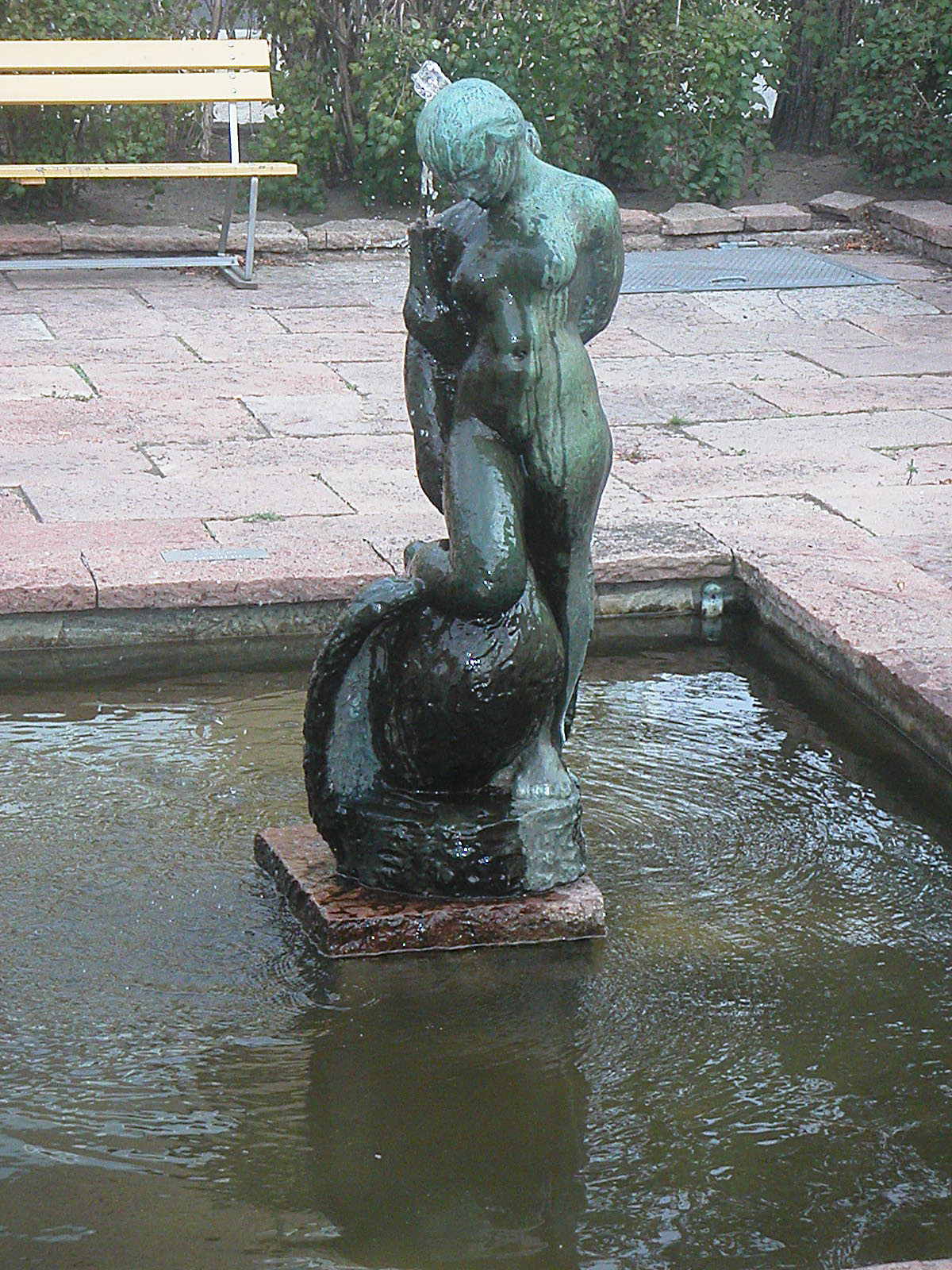
Leda och svanen på planteringen Trekanten.

- Gröna torg som ligger mellan Solvägen, Västerlånggatan, Skogsvägen och Brandstationen är ett kreaturstorg från 1909. 1982 färdigställdes det i nuvarande tappning, bland annat genom ditplacering av granitskulpturen Granitblomma av Christian Berg.
- Hästhoven, anlagd 1947, ligger mellan Norregatan och Röstångavägen.
- Kockska parken ligger mellan Vångavägen och Karlsrogatan. Bronsskulpturen Bollspelande pojkar av Ivar Åhlenius-Björk skänktes av disponent Gösta Kock till stadens 50-årsjubileum 1961 och placerades här 1963. Parken namngavs 1984 efter Gösta Kock (1887–1971), som var chef för korkfabriken.
- Onsjöparken, anlagd 1970, ligger mellan Rönneberga, Onsjövägen och ett koloniområde.
- Rosengången är en passage mellan Skolgatan och Sturegatan nära Eslövs folkhögskola.
- Albert Sahlins Plats ligger längs Malmgatan mellan Västerlånggatan och Kanalgatan. Fontänskulpturen Äventyret av Ivar Johnsson skänktes av Bo Sahlin, son till Albert Sahlin, och placerades här 1945.
- Stallhagen, anlagd 1970, ligger mellan Vångavägen, Vallaregatan och Vikingavägen.
- Trekanten ligger mellan Södergatan, Köpmansgatan och Smedjegränd och är, som namnet antyder, en triangelformad plantering. Bronsskulpturen Leda och svanen av Helge Högbom placerades här 1951.
- Wilhelm Pensers plats är en plantering längs Östergatan mellan Stora Torg och Storgatan. Platsen är namngiven efter eslövsadvokaten Wilhelm Penser och invigdes 30 maj 2006.
- Äselunden ligger mellan Byavägen, Äsevägen och Ridstigen/Odalvägen i västra delen av Eslöv. Den består av obruten betesmark som planterades med buskar och träd 1993.

## Kommunikationer
Några av Skånetrafikens regionbusslinjer stannar i Eslöv. Linje 175, 436 och 474 stannar vid flera hållplatser centralt och i utkanten av orten.
Reguljär linjetrafik
| Linje | Sträckning                               |
| ----- | ---------------------------------------- |
| 175   | Eslöv – Gårdstånga – Flyinge-Dalby-Malmö |
| 436   | Eslöv – Skarhult – Hurva - Löberöd       |
| 474   | Eslöv – Kungshult – Hörby                |

I Eslöv finns tre stadsbusslinjer som körs av Transdev på uppdrag av Skånetrafiken.
Reguljär linjetrafik
| Linje | Sträckning                                     |
| ----- | ---------------------------------------------- |
| 1     | Solkulen – Stora Torg – Stationen - Flygstaden |
| 2     | Rönneberga – Stationen – Stora Torg - Bäckdala |

Från centralstationen avgår Pågatåg och Öresundståg.
Reguljär linjetrafik
| Linje | Sträckning                                                            |
| ----- | --------------------------------------------------------------------- |
| 3     | Malmö - Lund - Eslöv - Teckomatorp - Hässleholm                       |
| 4A    | Köpenhamn - Malmö - Lund - Eslöv - Höör - Hässleholm - Växjö - Kalmar |
| 4B    | Malmö - Lund - Eslöv - Stehag - Höör - Hässleholm - Kristianstad      |

Eslövs flygplats ligger strax nordost om tätorten. Flygplatsen har landningsbana i gräs och sedan 2011 även en asfalterad landningsbana dessa används främst för sportflyg och fallskärmshoppning. Under andra världskriget utbildades värnpliktiga piloter till flygvapnet vid flygfältet, de så kallade "Silvervingarna".

## Näringsliv

### Bankväsende
1866 grundades Eslövs Sparbank framförallt tack vare doktor Walter Ström och postexpeditör Carl Håkansson. Bankens första arbetsdag var 27 oktober samma år. Onsjö Härads Sparbank grundades den 18 juli 1861 på Trollenäs slott där verksamhet fanns i 25 år. Avdelningskontor öppnades redan efter några år i Marieholm dit huvudkontoret flyttade 1890. Ett avdelningskontor öppnades i Eslöv 1902.
Eslövs Sparbank och Onsjö Härads Sparbank gick samman under namnet Eslöv Onsjö Sparbank som senare slogs ihop med Lundabygdens Sparbank och bildade Sparbanken Finn. År 1999 köpte Färs och Frosta sparbank gamla Föreningsbankens kontor i bland annat Eslöv. De konkurrerade fram till 2014 när de slogs ihop till Sparbanken Skåne.
Skånes enskilda bank hade ett kontor i Eslöv sedan 1800-talet. I början av 1900-talet tillkom kontor för Bankaktiebolaget Södra Sverige. Dessa banker uppgick sedermera i SEB respektive Handelsbanken. Historiskt har även PKbanken/Nordea haft kontor i Eslöv.
Nordea och SEB stängde sina kontor i Eslöv på 2010-talet. Därefter fanns Handelsbanken och Sparbanken Skåne kvar i staden.

### Företag
- Kavli (tidigare Druvan)
- Orkla Foods Sverige (tidigare AB Felix)
- Saint-Gobain Sekurit AB (tidigare Trempex)
- Smurfit Kappa Sverige AB (tidigare AB Skånewell samt därefter Förenade Well AB)
- Cygrids Communications AB (Tidigare Cybercom & YT AB)

### Industrihistoria
Spannmålshandel ägde tidigt rum vid stationen, vilken i folkmun kallades Eslövs börs. På 1870-talet fanns det bland annat två bryggerier, hästslakteri, sex brödbagerier, bokbindare, kopparslagare, svarvare, tunnbindare och stenhuggare i Eslöv. Dock fanns endast fyra industriföretag officiellt registrerade i Eslöv; Rencks Yllefabrik, Ljungbergs gjuteri, A. J. Wahlgrens garveri samt Ättiksfabriken. De sysselsatte tillsammans ett fyrtiotal anställda .

#### Spannmål och trävaror

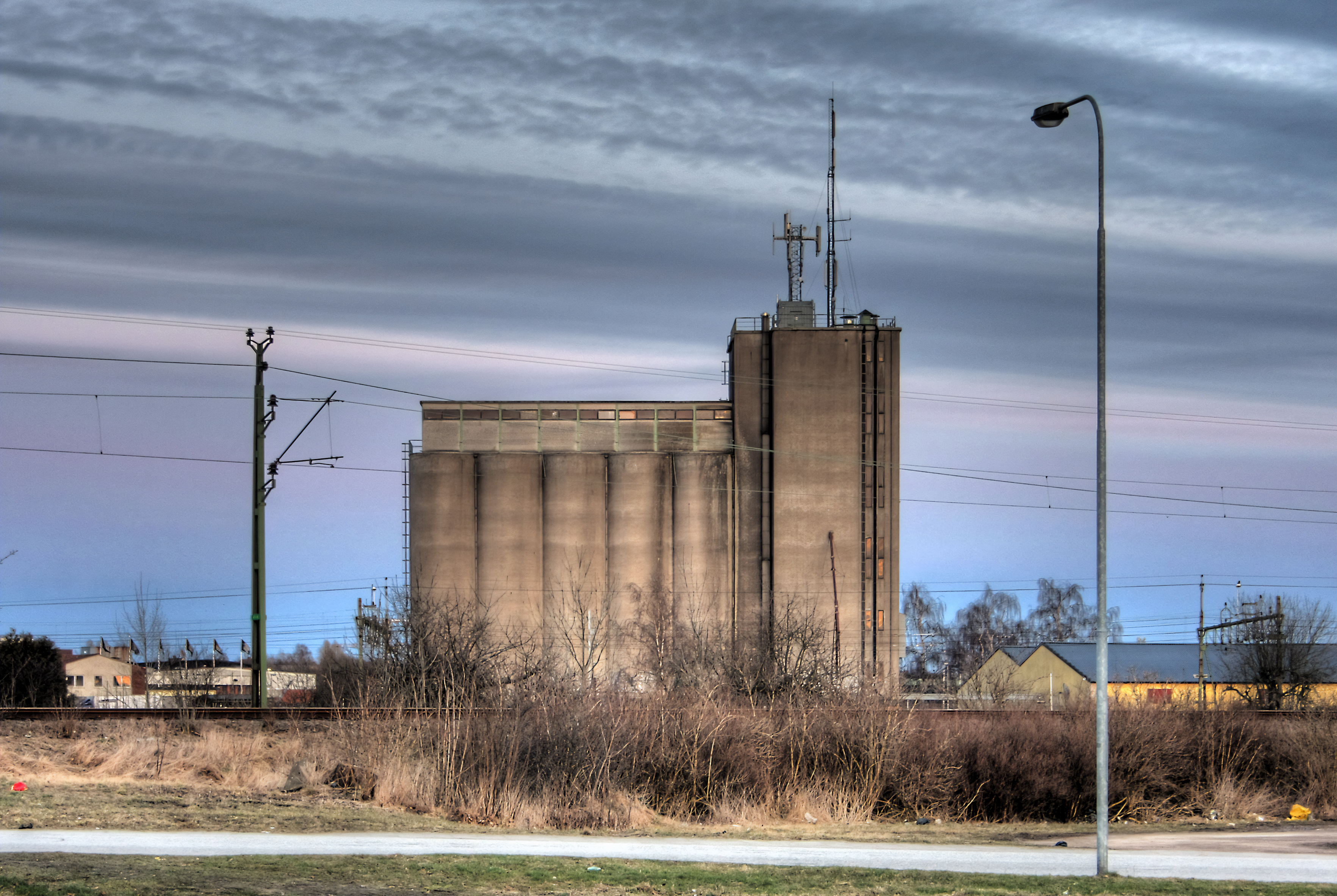
En centralt placerad silo vid järnvägen i Eslöv.

1865 startade Carl Engström ett företag som växte till ett av södra Sveriges största inom spannmål, fröer, foder och lantbruksmaskiner. 1913 ombildades företaget till aktiebolag.
1868 grundade timmerhandlare Nils Johnson den rörelse som senare blev AB Nils Johnson & Co. Till en början dominerade mjöl- och fodervaror men senare kom också snickerifabrik, brädgård, hyvleri, glasmästeri med mera att finnas. Då Nils Johnson dog 1907 övertog sonen Johannes Johnson firman och utvecklade den till en av de mer betydande inom trävarubranschen. 1929 blev företaget aktiebolag. Firman övergick till att bli Moberg & Co, idag Optimera.

#### Textilindustri
Klädesfabriken som omnämns i hälsovårdsprotokollet för 1878 är Rencks yllefabrik, Eslövs första egentliga industri, som startades 1869 av de båda tyska invandrarna Ferdinand Renck (1821–1886) och Johan Renck (1845–1895; far till Lorentz Renck). Här fanns karderi, spinneri och en klädesfabrik där bland annat Eslövs filtschalar tillverkades. Fabriken, som totalförstördes i en brand 1898, låg vid Joel Sallius park framför Medborgarhuset.
1879 startade Carl Peter Sahlin en färgerirörelse i Eslöv. 1880 köpte han de gamla mejerilokalerna mittemot planteringen Trekanten. Rörelsen utökades med spinneri och väveri. Sonen Albert Sahlin (1868-1936) grundade sedan Sahlins Konfektion AB som framförallt blev känt för tillverkning av barnkläder. Carl Peters fru Maria Sahlin, låg bakom idé och framtagning av barnkläderna, som låg i framkant i Sverige gällande barnkonfektion. Sahlins konfektion, som låg vid Malmgatan mellan Västerlånggatan och Kanalgatan (nuvarande HN Möbler), lades ner 1973.
1905 grundades Eslövs Yllefabrik av Carl Herrman. 1898 hade Herrman, tillsammans med arbetskollegan Jöns Hansson från Malmö Yllefabriks AB, grundat Marieholms Yllefabriks AB. Eslövs Yllefabrik, som låg på Gasverksgatan mittemot nuvarande Östra skolans gymnastiksal, var länge den enda textilfabriken i Sverige som hade maskiner för tryckning av färger på tyg. 1929 ombildades företaget till aktiebolag. 1935 fick fabriken landets första ringspinningsmaskin. 1955 övertogs företaget av Manufaktur AB i Malmö med dotterbolaget Malmö Yllefabriks AB. Fabriken i Eslöv lades ner årsskiftet 1958/1959.
1939 grundade Erik Wedberg företaget La Reine med tillverkning på olika platser i staden. 1963 byggdes en fabrik vid Trehäradsvägen strax öster om järnvägen. Tillverkningen bestod bland annat av rockar och regnplagg av nylon.

#### Metall
Gjuteriet som omnämns i hälsovårdsprotokollet för 1878 är Ljungbergska gjuteriet. 1872 startade Nils Håkansson en smidesverkstad i Eslöv som han 1878 sålde till fabrikör J Ljungberg och namnet ändras till Ljungbergska Gjuteriet. 1889 köpte Lars Åkerman, som tidigare varit delägare i Hvilans Mekaniska Verkstad i Kristianstad, företaget och döpte det till Åkermans Gjuteri och Mekaniska Verkstad. Åkerman avled 1897 och året därefter ombildas bolaget till Aktiebolaget Åkermans Gjuteri och Mekaniska Verkstad. Under 1920-talet tillverkades vägvältar och väghyvlar. 1938 flyttade Åkermans från centrala Eslöv, där Medborgarhuset ligger idag, ut till lokaler på Bruksgatan i östra Eslöv. Från 1939 började Åkermans tillverka grävmaskiner, den produkt som gjorde företaget internationellt känt. Den första grävmaskinen, en Åkerman 300, levererades till Sjöbo Cementgjuteri. I december 1965 introducerades Åkermans på börsen. Den 1 december 1998 meddelade Volvo Excavator (tidigare Åkermans) att man planerade att lägga ned sin tillverkning av grävmaskiner i Eslöv och därmed gick en framgångsrik epok av Eslövs industrihistoria i graven.

#### Livsmedel
Eslövs mejeriaktiebolag grundades redan på 1860-talet av Frans Alexander Ohlsson (1835-1911) och hade då sina lokaler i en byggnad mitt emot planteringen Trekanten. Mejeriet upphörde 1880 och lokalerna såldes till Carl-Peter Sahlin som startade färgeri här. Mejeriet hade sedan lokaler på Östergatan strax väster om järnvägen. 1920 flyttade det in i nybyggda lokaler vid Kvarngatan. Västra Sallerups mejeri grundades 1889 och fanns i hörnlokalen Västergatan-Kanalgatan fram till 1939 då de både mejerierna gick samman. På 1960-talet uppgick mejeriet i Skånemejerier. Verksamheten lades ner på 1989.
1874 startade Per Håkansson ättikstillverkning i Eslöv. Han uppfann medlet Salubrin som tillverkades från 1893 på bolaget AB P. Håkansson, senare Druvan och idag Kavli. Efter Per Håkanssons död 1918 fortsatte företaget som aktiebolag med en stiftelse som ägare till alla aktierna och med Ivar MG Sandberg som styrelseordförande. 1939 rekryterade företaget Herbert Felix, flykting undan nazismen från Znojmo i Tjeckien, som specialist på ättiksinläggningar. Samma år började tillverkningen av gurkinläggningar. 1941 bildades dotterbolaget P. Håkanssons konserver AB och tillverkningen flyttade in i egna lokaler i gamla saftstationen. 1955 bildades det självständiga bolaget AB Felix vilket numera ingår i Orkla Foods Sverige.
Eslövs svinslakteri, som senare bytte namn till Eslövs slakteri, grundades av bröderna Anders och Carl Nilsson 1881. Rörelsen startade med en slakteriaffär i lokaler på hörnan Malmgatan-Södergatan. 1927 flyttade rörelsen ut till nybyggda lokaler vid Pärlgatan på öster. 1937 utökades verksamheten med charkuteri. På 1960-talet köpte KF företaget och 1980 byggde de nytt slakteri vid Grävmaskinsvägen. Sålde strax därefter vidare till Skanek vilka lade ned verksamheten 1984.
1882 bildade Christian E Nilsson (1836 i Stångby-7 januari 1909), Eslövskungen kallad, AB Eslöv bryggeri. Gick 1918 upp i AB Skånebryggerier. Öl- och läskedryckstillverkning samt maltfabrikation. Tillverkningen upphörde 1957.
1894 byggde Svenska sockerfabriks AB en saftstation i Sjöhusen i Eslöv. Härifrån transporterades betsaft i rörledningar till Örtofta. Verksamheten lades ner 1938 och tre år senare köpte P. Håkanssons konserver AB, senare Felix, anläggningen till konservproduktion.
Skånska spritförädlings AB grundades på 1910-talet av bröderna Henriksson i lokaler vid Trehäradsvägen strax väster om banporten. Lokalerna hade tidigare inrymt Seccators tillverkning av mjölkpulver. AB Vin och Sprit övertog företaget och hade fram till 1958 en reningsanläggning för råbrännvin. Verksamheten lades ner helt 1962. Byggnaden, i folkmun kallad "spritfabriken" är idag en kraftigt förfallen ruin med akut rasrisk, men får, efter beslut av Länsstyrelsen, inte rivas då den anses ha ett historiskt värde.

#### Skofabriker
1892 grundade Christian Johan Alexander Müller ett företag som 1900 gick upp i Eslövs skofabriks AB. Lokalerna låg i korsningen Östergatan-Gasverksgatan. I början av 1930-talet slogs det samman med Malmö Skofabrik AB samt Malmö Läderfabrik AB och tillhörde därmed Gyllene Gripen-koncernen. Verksamheten upphörde hösten 1958.
Sensommaren 1947 startade Gyllene Gripen-koncernen en filial i Linderöd till Eslövsfabrik. Tillskurna läderbitar, som skickades per järnväg från Eslöv till Linderöd, syddes ihop till färdiga överdelar vilka sedan skickades tillbaka till Eslöv där skorna gjordes färdiga. Linderödsfilialen, som lades ner vid årsskiftet 1955-56, sysselsatte 10-15 personer.
1903 grundades skofabriken AB K. D. Santesson. Drevs från 1936 som aktiebolag. Verksamheten upphörde 1956.

## Utbildning
Västra Sallerup antog ett reglemente för socknens skoldistrikt 4 februari 1850. Då beslöt man att distriktet skulle ha fem skolor; sockenskola i Västra Sallerups by samt byskolor i Eslöv, Nöbbelöv, Ellinge och Stora Kastberga. Ingen av dessa skolor är idag i bruk. Skolan i Eslöv var Byskolan som låg vid Västergatan strax väster om Coop och som revs 2005. Sockenskolan i Västra Sallerups by var gamla Sallerupskolan som låg strax öster om Västra Sallerups kyrka och som togs ur bruk 1979 då nya Sallerupskolan invigdes.
1902 bildades Eslövs folkhögskola. 1906 startade Eslövs tekniska yrkesskola. 1907 bildades Eslövs realskola och högre flickskola. 1909 byggdes Västra skolan, ursprungligen med namnet Vestra folkskolan. Den 7 oktober 1910 invigdes Eslövs högre samskola, nuvarande Ekenässkolan, av landshövding Robert de la Gardie. Skolverksamheten bestod av Eslövs realskola och högre flickskola samt ett nyinrättat gymnasium som byggde på realskolan. 1937 blev skolan statlig och fick namnet Eslövs högre allmänna läroverk.

## Kultur och nöjesliv

### Eslövs stadsbibliotek

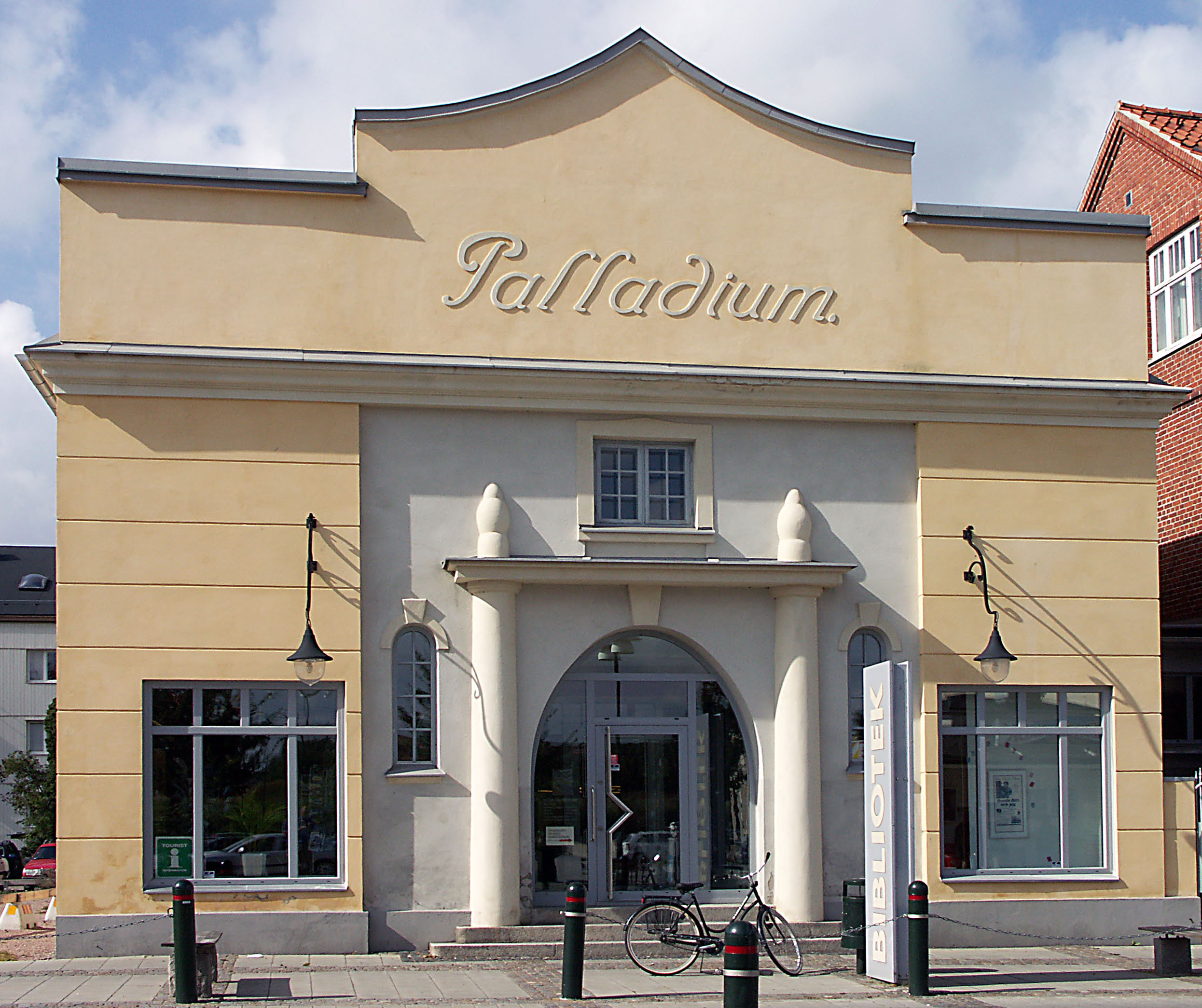
Eslövs stadsbibliotek.

Huset byggdes 1910 av Frans Hermodsson och hette först Stora biografteatern. 1922 byggdes biografen om och namnet ändrades till Palladium. Frans båda systrar, Olga och Anna, skötte biografen och i början av 1920-talet byggde de ett rött tegelhus i hörnan Norregatan-Repslagaregatan, bredvid biografen. De bosatte sig på ovanvåningen och drev pantbanken i nedanvåningen. Biografen lades ner 1974 och därefter användes byggnaden bland annat som lagerlokal.
Arkitekt Pierre Dupont byggde samman biograflokalen med det röda tegelhuset och år 2000 invigdes Eslövs stadsbibliotek i lokalerna. Sub Luna av Annika Svenbro är placerad i biblioteket. Verket invigdes 2001 och består av två bronsfigurer som föreställer två pojkar med blankpolerade klot som huvud. Den större hänger i bokhallen och den mindre finns i entrén.

### Eslövs stadsmuseum
Eslövs museum var från 1917 inrymt i Rådhusets källarplan. 1957 flyttade det härför avsedda lokaler i det nybyggda Medborgarhusets nedre plan. Den 15 september 2000 invigdes nuvarande Eslövs stadsmuseum som finns på Östergatan 5 i ett köpmanshus från 1892. Museets fasta utställning "Fälad blev stad" visar Eslövs förändring från by till modern stad. Utvecklingen speglar samtidigt den samhällsomvandling som ägde rum i Europa och utgör ett överskådigt exempel på hur livsvillkoren och vardagen förändrades för människan.

## Media
Framåt, Eslövs första tidning, gavs ut från ett tryckeri i Malmö och redaktör samt ansvarig utgivare var J.B. Westenius. Premiärnumret kom ut 3 juni 1871 och tidningen upphörde 12 oktober 1883. Under första året kom Framåt ut en gång i veckan och därefter två gånger i veckan.
Eslöfs Tidningar började ges ut 1879 och ersattes 1894 av Skåningen Eslöfs Tidning vilken utkom dagligen från 1897. Det fanns en köpingsupplaga och en bygdeupplaga. Upphörde 1952 då den gick upp i Nordvästra Skånes Tidningar.
Tidningen Mellersta Skåne (1911-07-01–1988-03-08) hade redaktion i Eslöv.
Tidningen Arbetet hade redaktion i Eslöv fram till konkursen 2000 då sista numret kom ut 30 september.
Sydsvenska Dagbladet hade redaktion i Eslöv fram till 29 april 2008.
Numera bevakar endast Skånska Dagbladet Eslöv aktivt. Det finns ett annonsblad, Eslövsbladet, som delas ut en gång i veckan inom kommunen. Lokaltidningen Mellanskåne utkommer också en gång i veckan, och distribueras också till kommunerna Höör och Hörby.

## Fritid och Idrott

### Ekevalla
Eslövs Idrottsplats i nordöstra hörnet av Trollsjöområdet med ingång från Odengatan. 1910 fick Eslövs AI en tioårig nyttjanderätt på området av Köpingen. 1920 utökades idrottsplatsen med ett mindre område. Samtidigt tillsattes en styrelse, med två ledamöter från stadsfullmäktige och tre från EAI, för idrottsplatsens förvaltning. Kommunen övertog skötseln från 1942 och 1944 utvidgades idrottsplatsen ytterligare. I januari 2016 invigs Ekevallahallen som är specialutrustad för friidrott.
På Ekevalla IP genomförs friidrottstävlingen Pannkaksspelen varje år i maj månad.

### Elitidrott
- Eslövs AI, bordtennis herrar, har tagit SM-guld fem år i rad 2005 – 2009.
- Eslöv IK spelar i elitserien i handboll för damer och vann SM-guld två år i rad 2002 och 2003.

### Föreningar
- Alive, musikförening som arrangerar livekonserter.
- Eslövsbygdens Släkt- och Folklivsforskare
- Eslövs Bollklubb, bildades 1969 genom ett samgående mellan EAI:s och EIK:s fotbollssektioner.
- Eslövs Brukshundklubb, startade som underavdelning till Lunds brukshundklubb men blev egen klubb 1968. Ingår som lokalklubb i Svenska brukshundklubben. Klubben hade 2017 ca 260 medlemmar.
- Eslövs CK Eslövs cykelklubb bildades 1982. Under årens lopp har cyklister i klubben haft många sportsliga framgångar. Eslövs CK är även en flitig arrangör av diverse tävlingar.
- Eslövs FK, sportklubb med orientering och längdskidåkning.
- Eslöv Generals, sportklubb med amerikansk fotboll.
- Eslövs GK, golfklubb.
- Eslövs HF, Klubben bilades 1969 och ägnar sig åt herrhandboll och ett A-lag som ligger i hög division. Klubben har så gott som ett lag per åldersklass och har en god ungdomsverksamhet som fungerar bra och detta gör att vi är en av de tre största handbollsklubben på herrsidan. Arrangerar årligen "handbollsfest" på Karlsrobadet i Eslöv , en beachhandbollstunering.
- Eslövs IK, "Mästare i damhandboll" Har en bred ungdomsverksamhet för handbollstjejer och spelar också i Elitserien i damhandboll
- Eslövs Schackklubb med representationslag i Allskånskan division 1 arrangerar årligen bland annat eslövsmästerskap och skolmästerskap för Eslövs kommun i schack.
- Eslövs Skyttegille Pistolklubb
- Eslövs Tennisklubb, bildad 1917.
- Föreningen Blues i Eslöv, arrangerar årligen återkommande internationell bluesfestival i Medborgarhuset
- MKSF Pelagonija, makedonisk invandrarklubb som bildades 1977 genom ett samgående mellan Sloga och Pelister.
- TFK Nova, fotbollsklubb för tjejer, bildad 1995.
- Eslövs AI - Friidrott

### Karlsrobadet
Friluftsbadet, som stod klart 1967, består av 50-metersbassäng, 25-metersbassäng och plaskbassäng. Inomhusbadet invigdes 1970 och består av 25-metersbassäng, 10-meters undervisningsbassäng, 8-meters varmvattenbassäng samt torr-, våt- och ångbastu. 25-meterbassängen har ett 3- och 5-meters hopptorn samt en 1 meters svikt. 2010 invigdes en ny entre, och den 9 december 2011 invigdes ett modernt och spännande äventyrsbad med många attraktioner.
Konstverket Splash/splash av Stefan Lundgren är placerad inomhus i foajén på Karlsrobadet. Lantbrukare på Fridasro och häradsdomare Walter Nilsson, som var en av dem som hade en äng på området där Karlsrobadet byggdes, donerade 100 000 kronor till en hästskulptur i brons som man helst skulle kunna se var hästar. Donationen resulterade i skulpturen Sto med föl, av Åke Jönsson, vilken placerades utomhus vid Karlsrobadet 1971.

## Kuriosa

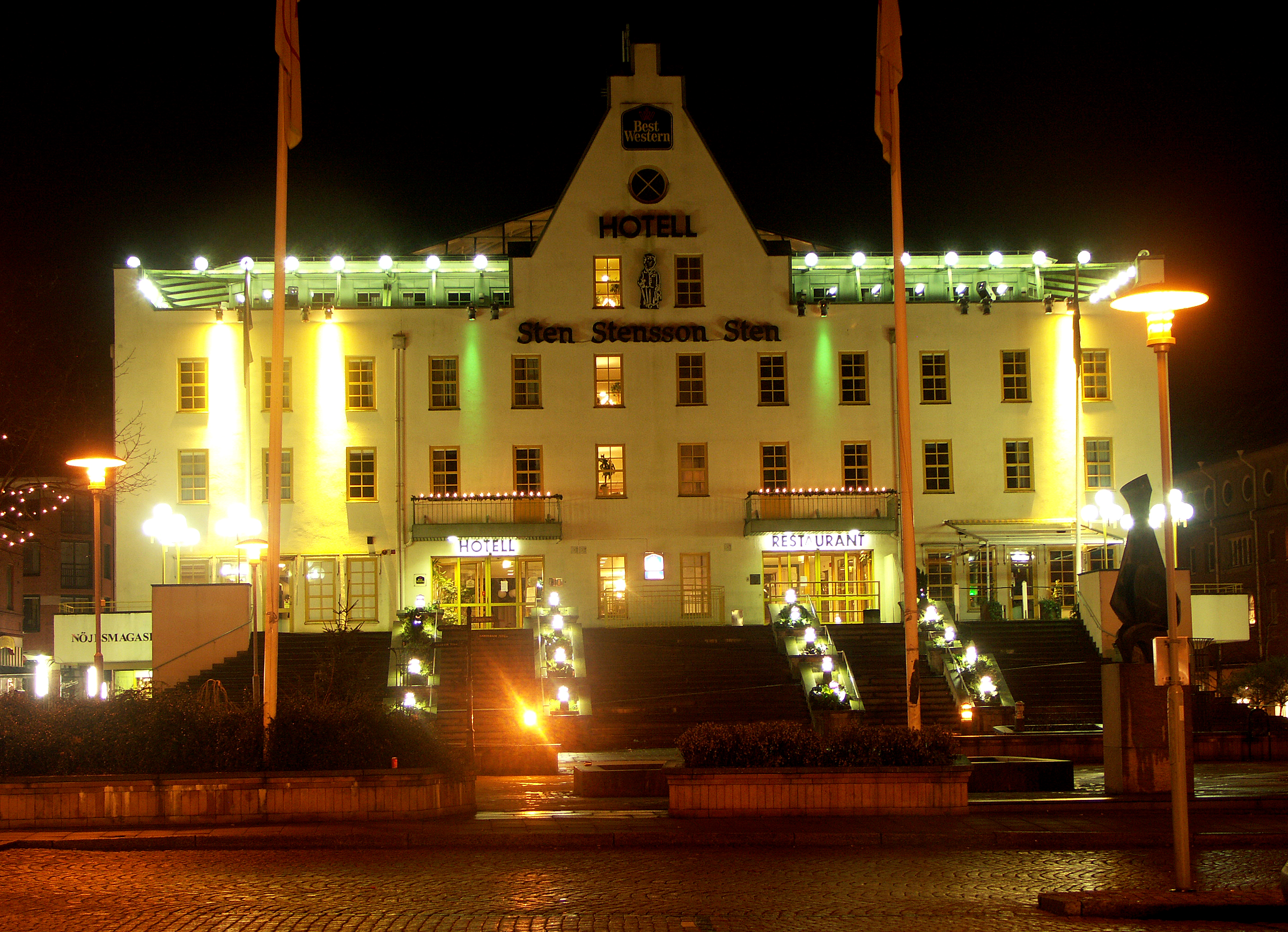
Hotell Sten Stensson Sten vid Stora Torg mitt i Eslöv.

- Eslöv blev omnämnt i ett direktsänt TV-program med Lasse Holmqvist som "Sveriges tråkigaste stad" och torde därför vara den stad i Sverige som många förknippar med detta epitet. Uttalandet kom från Hans Ostelius, så kallad "världsresenär". Vid ett senare tillfälle fick han frågan varför han sa så - och han svarade "Sa jag Eslöv? Jag menade Landskrona".[46]
- Rollfiguren Sten Stensson Stéen, den skånske kandidaten som kunde lagens alla paragrafer utantill, kom från Eslöv.

### Staden Eslövs jubileer
Då Eslöv 1961 firade 50 år som stad sjöng Eslövsfödda operasångerskan Gertrud Pålson-Wettergren "Lovsång" av Beethoven på en konsert i Eslövs kyrka. Drätselkammaren gav ut boken Fälad blev stad, författad av Joel Sallius, Gösta Johannesson och Allan Arvastson.
Då Eslöv 1986 firade 75 år som stad invigdes gavelmålningen Solglöd vid Västergatan/Kanalgatan. På Norrevångshallen hölls evenemanget Hela Eslöv spelar och sjunger.
2011, då staden firar 100-årsjubileum, har ett stort antal evenemang hållits under hela året. Förutom utställningar av fotografier, frimärkssamlingar mm hölls även en stadsfest på torget i samband med nationaldagen, där kungen närvarade. Bo Kaspers Orkester, Danny Saucedo m.fl. underhöll. På flygplatsen hölls en fly-in i strålande solsken som lockade 10-tusentals besökare med flygplan från hela Sverige.

## Kända personer med anknytning till Eslöv
se även Personer från Eslöv
- Per Håkansson (1842–1918), fabrikör som startade tillverkning av Salubrin.
- Oscar Arvid Lilljeforss (1844-1925), tidningsdirektör.
- Emilia Lindquist (född 1855–1932), känd nykterhetstalare, första föreståndare för den offentliga arbetsförmedlingen i Eslöv, aktiv i föreningslivet.
- Albert Sahlin (1868–1936), fabrikör, politiker.
- Ellen Troell (1883–1978), tandläkare.
- Uno Lilljeforss (1884-1915), tidningsman.
- Frithiof Mårtensson, (1884–1956), brottare och OS-medaljör.
- Ester Hofvander-Sandberg (född 1888–1967), advokat.
- Erik Troell (1896–1979), kemist.
- Gertrud Pålson-Wettergren, (1897–1991) hovsångerska.
- Stig Sahlin, (1899–1963), diplomat, ambassadör.
- Joel Sallius, (1901–1988), Eslövskännare.
- Albert Olsson (1904–1994), författare.
- Elisabeth Tykesson (1906–1962), ledamot av Samfundet de nio.
- Ulla Billquist (1907–1946), sångerska.
- Herbert Felix (1908–1973), entreprenör, grundade Felix AB (numera Orkla Foods Sverige AB).
- Margaret Ekdahl (1912–1932), skönhetsdrottning.
- Alice Timander (1915–2007), Sveriges yngsta kvinnliga tandläkare 1937, "premiärlejon".
- Carl-Eric Björkegren (1920–2005), finansman.
- Charlotte Dittmer (1920–1999), skådespelare och sångerska.
- Lars-Owe Carlberg (1923–1988), producent.
- Viking Palm (1923–2009), brottare och OS-medaljör.
- Ethel Johannesdotter-Eliasson (1926–2019), folklivsskildrare.
- Erik Penser (född 1942), finansman.
- Tina Leijonberg (född 1962), programledare.
- Örjan Andersson (född 1964), dansare och koreograf.
- Johan Glans (född 1974), komiker.
- Kalle Lind (född 1975), författare.
- Fijona Jonuzi (född 1977), filmregissör.
- Enes Al Weswasi (född 1985), kriminolog.
- Lukas Sandell (född 1997), handbollsspelare.
- Simon Källström (född 1998), handbollsspelare
- Ludvig Åberg (golfspelare) (född 1999), golfspelare.
- Truls Möregårdh (född 2002), bordtennisspelare.